# 村上信夫のosaka歴史ロマン〜歴史を知れば今がわかる〜
村上信夫のosaka歴史ロマン〜歴史を知れば今がわかる〜（むらかみのぶおのおおさかれきしロマンれきしをしればいまがわかる）はABCラジオで2012年7月2日より2013年6月30日に放送された歴史教養番組である。

## 概要
元NHKアナウンサー・村上信夫がフリーアナウンサーになって初めて準郷里である大阪府ローカルの番組に主演するもので、毎回、大阪にまつわる様々な歴史を、歴史専門家などのインタビューを交えて深く掘り下げ、その歴史が今の大阪にどのような影響を与えたかを探っていく。また、小日向えりが大阪にゆかりのある人物について語るコーナーもある。

## 放送時間遍歴
- 2012年7月2日-2013年3月25日　月曜18時35分から18時50分（7-9月は野球中継のない日に放送）
- 2013年4月7日-同6月30日　日曜8時25分から8時40分

## リンク
- 村上信夫のosaka歴史ロマン〜歴史を知れば今がわかる〜
- YouTube公式サイト